# XI secolo a.C.
L'XI secolo a.C. (undicesimo secolo avanti Cristo) è il secolo che inizia nell'anno 1100 a.C. e termina nell'anno 1001 a.C. incluso.

## Avvenimenti
- 1100 a.C. ca. — Tiglatpileser I di Assiria sconfigge gli Ittiti.
- 1100 a.C. ca. — Collasso della Civiltà micenea.
- 1100 a.C. ca. — Tramonto della Cultura tardo-minoica.
- 1100 a.C. ca. — Declino del Nuovo Regno egizio.
- 1100 a.C. ca. — La dinastia Shang termina in Cina.
- 1104 a.C. — Datazione tradizionale della fondazione di Cadice, in Spagna.
- 1076 o 1075 a.C. — Al re assiro Tiglatpileser I succede Asharid-apil-Ekur
- 1075 a.C. ca. — Fine del Nuovo Regno egizio.
- 1069 o 1068 a.C. — Medonte diventa arconte eponimo a vita di Atene.
- 1048 a.C. — Acasto diventa arconte eponimo a vita di Atene
- 1046 a.C. — In occasione della battaglia di Muye, il re Wu di Zhou (周武王), figlio di re Wen (周文王), rovescia la dinastia Shang e consolida il potere della dinastia Zhou (1046 a.C. - 256 a.C.).
- 1012 a.C. — Ashur-rabi II diventa Re d'Assiria succedendo a Ashur-nirari IV
- 1009 a.C. — Marduk-nadine (Marduk-nadinahe o Marduk-nadin-ahhe) diviene re di Babilonia, succedendo a Enlil-nadin-apli. Prosegue la II dinastia di Isin.
- 1006 a.C. — Datazione tradizionale dell'ascesa al trono del Regno di Giuda e Israele di Davide
- 1004 a.C. (datazione incerta) — Ascesa al trono di Babilonia di Eulmash-shakin-shumi

## Invenzioni, scoperte, innovazioni
- I Fenici sviluppano il loro alfabeto
- I Fenici si espandono nell'area mediterranea e iniziano viaggi oceanici